# Saint-Georges-Motel
Saint-Georges-Motel ist eine französische Gemeinde mit 880 Einwohnern (Stand 1. Januar 2022) im Département Eure in der Region Normandie (vor 2016 Haute-Normandie). Sie gehört zum Arrondissement Évreux und zum Kanton Verneuil-sur-Avre.

## Geographie
Saint-Georges-Motel liegt etwa 33 Kilometer südsüdöstlich von Évreux an der Eure, der die Gemeinde im Osten begrenzt, und an der Avre, die die Gemeinde im Süden begrenzt. Auch das Flüsschen Coudanne mündet hier in die Avre. Umgeben wird Saint-Georges-Motel von den Nachbargemeinden Marcilly-sur-Eure im Norden und Nordwesten, Abondant im Osten und Nordosten, Montreuil im Süden und Südosten, Muzy im Westen und Südwesten sowie Louye im Westen und Nordwesten.
Durch die Gemeinde führt die Route nationale 12.

## Geschichte
| Jahr      | 1962 | 1968 | 1975 | 1982 | 1990 | 1999 | 2006 | 2018 |
| --------- | ---- | ---- | ---- | ---- | ---- | ---- | ---- | ---- |
| Einwohner | 553  | 567  | 572  | 630  | 800  | 950  | 953  | 896  |

## Sehenswürdigkeiten
- Kirche Saint-Georges aus dem 11. Jahrhundert
- Schloss Saint-Georges-Motel aus dem 17. Jahrhundert, Monument historique seit 1977